# Toanopsis engenes
Toanopsis engenes är en fjärilsart som beskrevs av Louis Beethoven Prout 1926. Toanopsis engenes ingår i släktet Toanopsis och familjen nattflyn. Inga underarter finns listade i Catalogue of Life.